# 1758
Het jaar 1758 is het 58e jaar in de 18e eeuw volgens de christelijke jaartelling.

## Gebeurtenissen
januari
- 1 - deel 1, het rijk der dieren, van de 10e druk van Systema naturae van Carl Linnaeus, later vastgelegd als het beginpunt van de zoölogische nomenclatuur, wordt gepubliceerd.

april
- april - Franse troepen vallen het zuiden van Brits-Indië binnen.

mei
- 4 - De Fransen in Zuid-Indië veroveren de stad Cuddalore.

juli
- 6 - verkiezing van kardinaal Carlo Rezzonico van Venetië, die als paus Clemens XIII de 248ste paus van de Rooms-Katholieke Kerk en opvolger van paus Benedictus XIV wordt.
- 24 - George Washington wordt gekozen in het parlement van de Kolonie Virginia.

augustus
- 14 - De laatste kruitmolen van Amsterdam, De Sollenburg aan de Overtoom, ontploft.
- 25 - Slag bij Zorndorff in de Zevenjarige Oorlog. De Pruisen verliezen 12.800 man, de Russen meer dan 18.000. De slag eindigt onbeslist.

oktober
- 14 - Slag bij Hochkirch in de Zevenjarige Oorlog. Een Oostenrijkse verrassingsaanval dwingt de Pruisische koning Frederik de Grote om terug te trekken naar  het noordwesten.

december
- 25 - De Saksische amateursterrenkundige Johann Palitzsch neemt op Kerstmis als eerste de door edmond Halley voorspelde terugkeer van de komeet van Halley waar.
- 31 - Een Engelse expeditiemacht verovert het eiland Gorée en de stad Dakar op de Fransen.

## Muziek
- Franz Ignaz Beck publiceert te Parijs zijn 6 symfonieën, Opus 1
- Pieter van Maldere componeert de opera Les Amours champêtres
- Antoine Dauvergne componeert Enée et Lavinie en het opera-ballet Les fêtes d'Euterpe
- Christian Cannabich componeert het ballet Ulisse, roi d'Ithaque

## Beeldende kunst

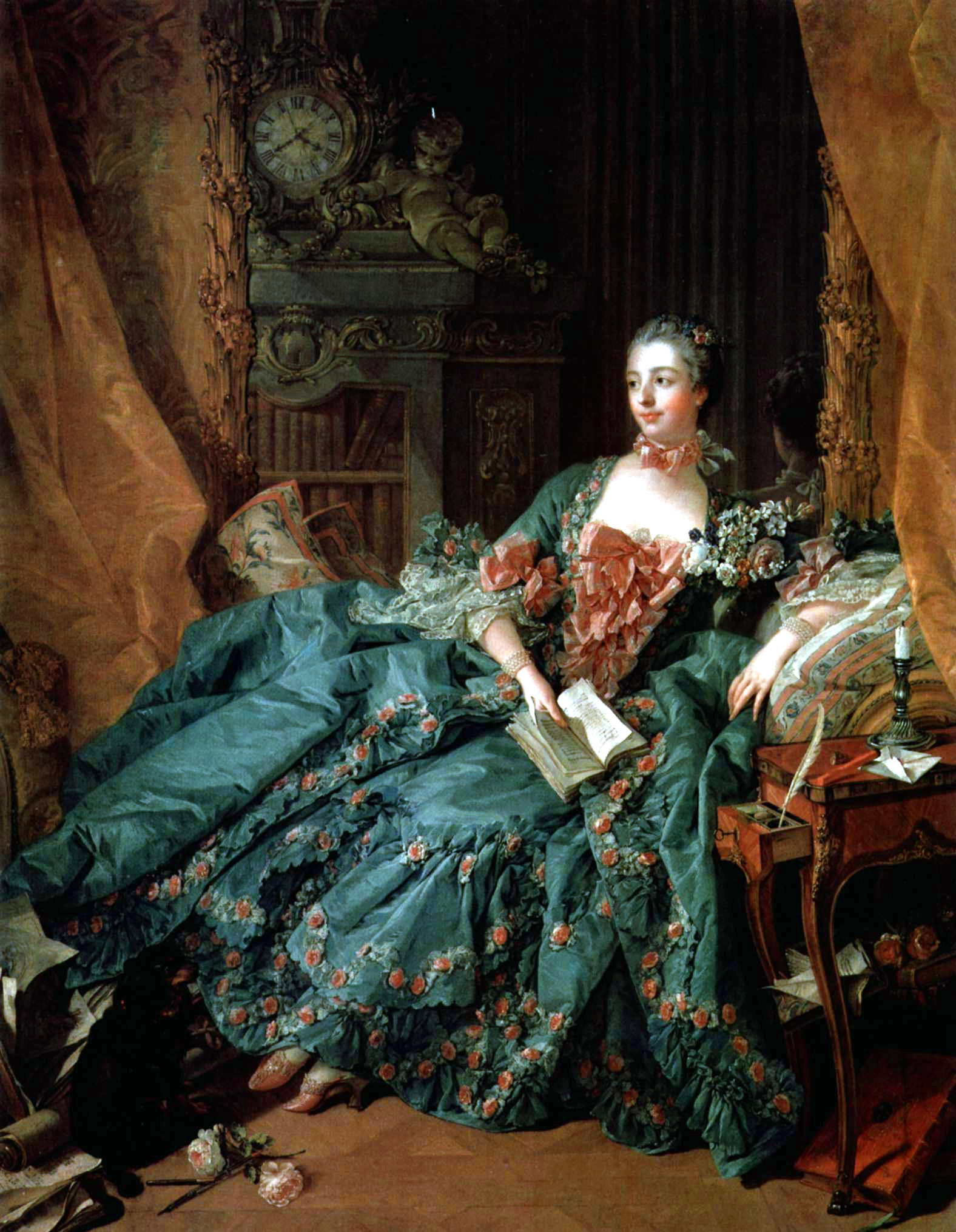
Madame de Pompadour (1758) François Boucher, Alte Pinakothek

## Bouwkunst

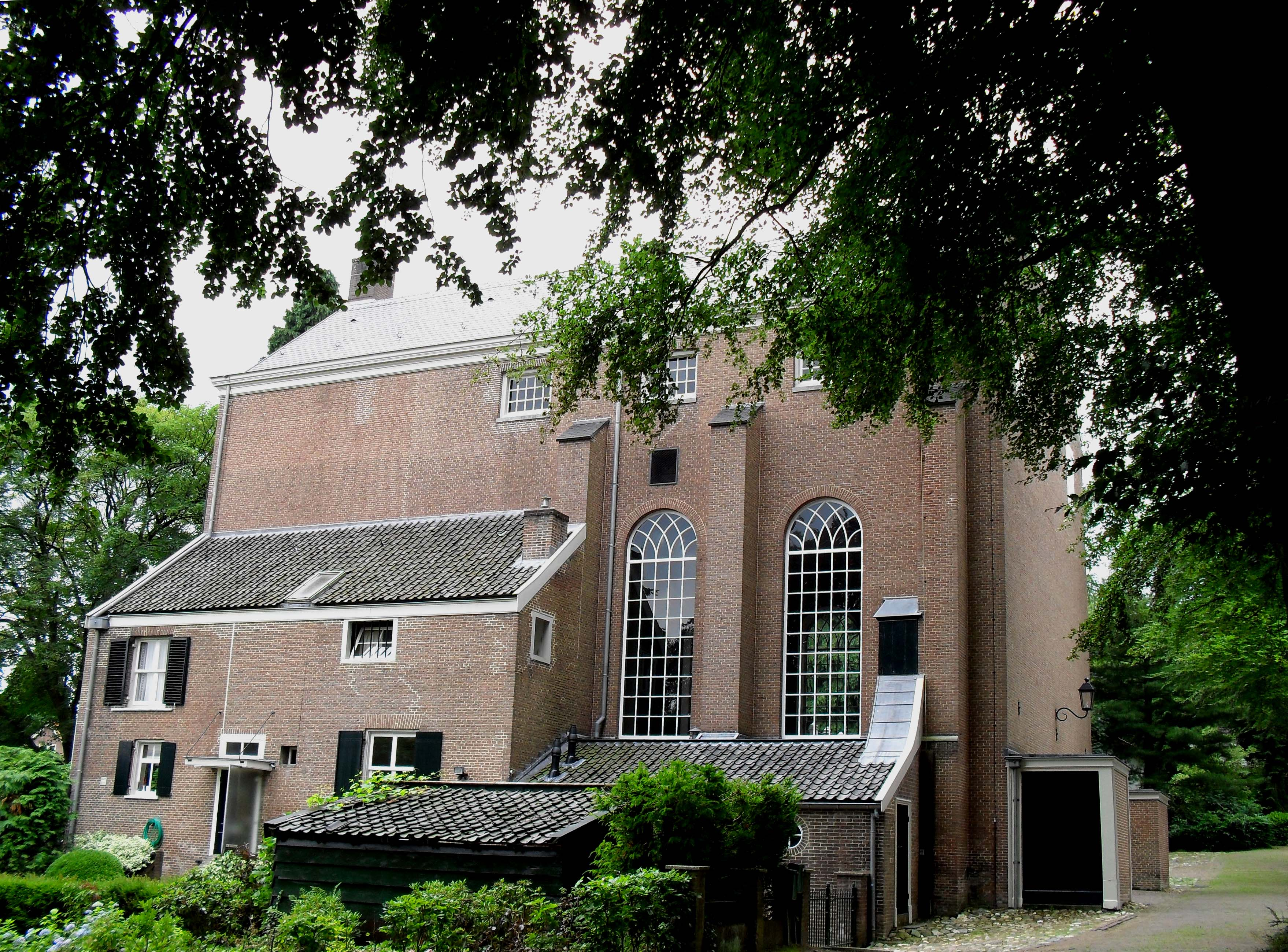
N.H. Kerk, Rozendaal (1758)
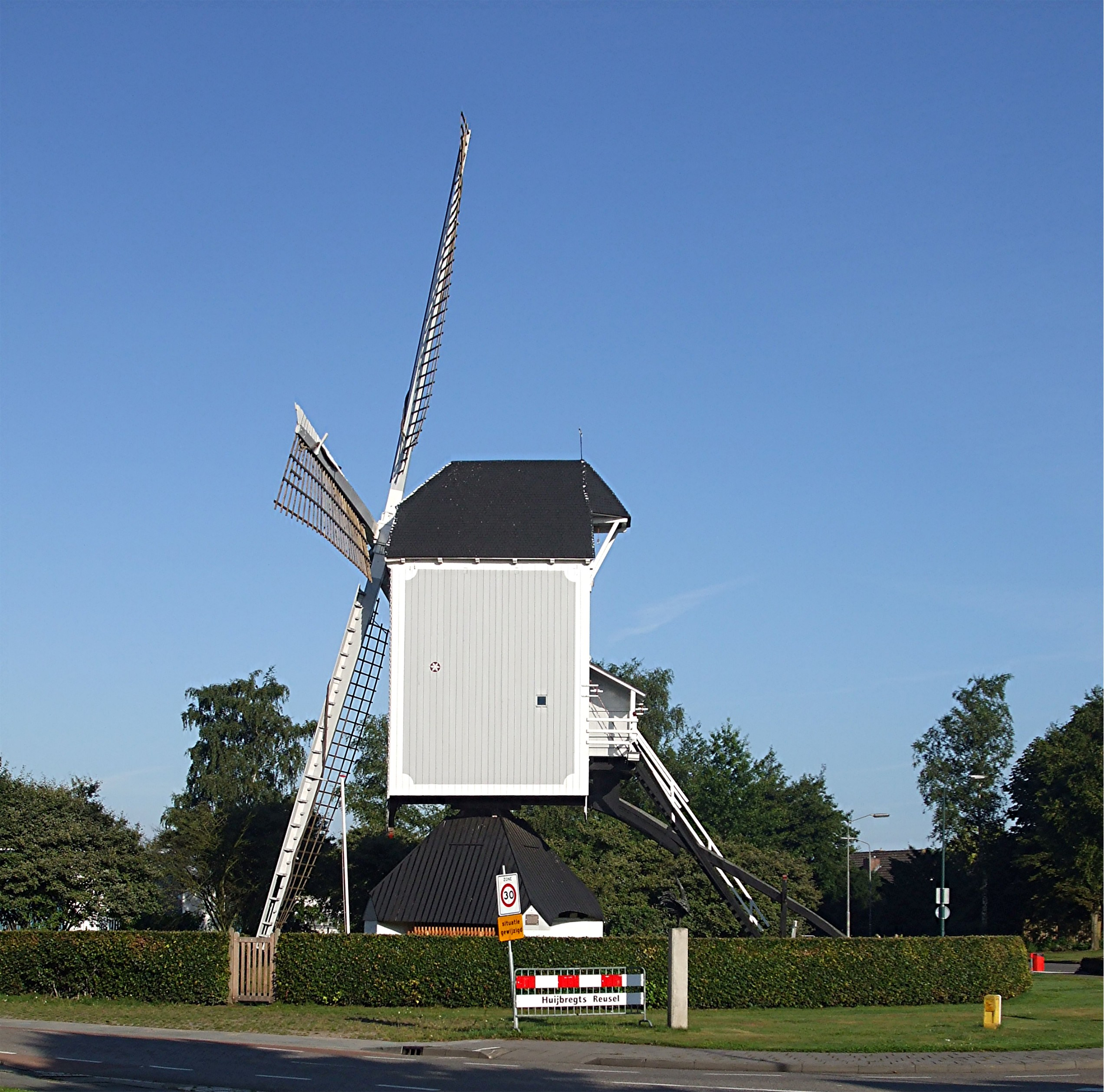
Standerdmolen Bergeijk (1758)

## Geboren
april
- 4 - John Hoppner, Engels kunstschilder (overleden 1810)
- 4 - Pierre-Paul Prud'hon, Frans kunstschilder en tekenaar (overleden 1823)
- 27 - Charles Thiennes de Lombise, Zuid-Nederlands edelman en politicus (overleden 1839)
- 28 - James Monroe, vijfde president van de Verenigde Staten (overleden 1831)

mei
- 6 - Maximilien de Robespierre, Frans revolutionair (overleden 1794)

augustus
- 4 - Jean-Baptiste Nompère de Champagny, hertog van Cadore (overleden 1834)

september
- 21 - Antoine-Isaac Silvestre de Sacy, Frans taalkundige en oriëntalist (overleden 1838)
- 29 - Horatio Nelson, Brits admiraal (overleden 1805)

 datum onbekend
- Hendrica Brand, winkelierster (overleden 1813)

## Overleden
april
- 7 - Joachim Wilhelm von Brawe (20), Duits toneelschrijver

mei
- 3 - Paus Benedictus XIV (83), paus van 1740 tot 1758

juni
- 12 - August Willem van Pruisen (35), prins van Pruisen

augustus
- 27 - Maria Barbara van Portugal (46), infante van Portugal en koningin van Spanje